# ペガスス座イータ星
ペガスス座η星（ペガススざイータせい、η Peg）は、ペガスス座の恒星で3等星。

## 概要
G型の輝巨星とF型主系列星による連星系で、2つの星はわずか3auの距離を2.24年の周期で周回している。90秒離れた位置に見えるG型の恒星2つの連星と連星系を成しているか否かは定かではない。仮に2つの連星系がさらに連星系を成している場合、少なくとも6,000auの距離を最低でも170,000年をかけて周回していることとなる。

## 名称
固有名のマタル（Matar）は、アラビア語で「雨の幸運（の星）」という意味の saʽd maṭar に由来する。しかしながら、通常付けられる al- が欠けている理由は不明である。2016年8月21日に国際天文学連合の恒星の命名に関するワーキンググループ (Working Group on Star Names, WGSN) は、Matar をペガスス座η星の固有名として承認した。